# Aleksandr Kólobnev
Aleksandr Vassilievitx Kólobnev (rus: Алекса́ндр Васи́льевич Колобнев) (Vyska, 4 de maig de 1981) és un ciclista rus, professional des del 2002.
En el seu palmarès destaquen dues segones posicions al Campionat del Món de ciclisme en ruta, el 2007 i 2009 i la medalla de bronze als Jocs Olímpics de Pequín. En un primer moment finalitzà la cursa en quarta posició, però mesos després, el 28 d'abril de 2009 la premsa italiana anuncià que Davide Rebellin, segon de la cursa, havia estat un dels sis esportistes que havien donat positiu per EPO-CERA en un control antidopatge durant els Jocs Olímpics de Pequín. Això li comportarà la pèrdua de la medalla de plata que havia guanyat, la qual anà a parar a mans del suís Fabian Cancellara i que la de bronze anés a mans seves.
En el Tour de França de 2011 donà positiu en un control antidopatge realitzat el 6 de juliol de 2011 per hidroclorotiazida, un producte amb propietats diurètiques i que serveix per emmascarar altres productes.

## Palmarès
- 1999
  - 1r al Giro della Lunigiana
- 2001
  - 1r al Gran Premi de Poggiana
  - 1r al Giro del Canavese
  - 1r al Trofeu Sportivi di Briga
- 2003
  - Vencedor d'una etapa de la Settimana internazionale di Coppi e Bartali
- 2004
  -  Campió de Rússia en ruta
- 2006
  - Vencedor d'una etapa de la Volta a la Comunitat Valenciana
- 2007
  - 1r a la Monte Paschi Eroica
  - Vencedor d'una etapa de la París-Niça
  -  2n al Campionat del món de ciclisme en ruta
- 2008
  -  Medalla de bronze als Jocs Olímpics de Pequín en la cursa en ruta
- 2009
  -  Medalla de plata al Campionat del món de ciclisme en ruta
- 2010
  -  Campió de Rússia en ruta
- 2013
  - Vencedor d'una etapa del Tour de Valònia

### Resultats al Tour de França
- 2010. 65è de la classificació general
- 2011. Exclòs per dopatge (10a etapa)

### Resultats al Giro d'Itàlia
- 2005. 21è de la classificació general
- 2006. 71è de la classificació general
- 2007. Abandona (12a etapa)
- 2016. 73è de la classificació general

### Resultats a la Volta a Espanya
- 2005. 54è de la classificació general
- 2007. 51è de la classificació general
- 2008. 40è de la classificació general
- 2009. 31è de la classificació general
- 2010. 29è de la classificació general
- 2014. 40è de la classificació general